# Davide Carnaghi
Davide Carnaghi (Milano, 5 settembre 1865 – Milano, 6 maggio 1903) è stato un attore teatrale italiano.

## Biografia
Davide Carnaghi fu uno dei più significativi rappresentanti del teatro dialettale milanese, nella cui sede stabile, in Corso Vittorio Emanuele II, il padre Carlo era impiegato come custode;sua madre fu Maria Fadda.
Il duo debutto fu precocissimo, dato che frequentava sin da piccolo l'ambiente teatrale e difatti all'età di quattro anni recitò una breve parte in una commedia di Cletto Arrighi.
Pur restando a contatto con il teatro seguì un regolare corso di studi come ragioniere, terminati i quali si impiegò come scritturale in uno stabilimento chimico.
Dopo il matrimonio con Angela Broggi, Carnaghi sentì il richiamo del palcoscenico e ritornò a recitare con imitazioni e monologhi in cui esprimeva e caratterizzava tipologie popolane.
Lavorò in gruppi filodrammatici, poi fu con Edoardo Ferravilla, attore e commediografo del teatro e del cinema muto, dal quale si separò nel 1891 non condividendone il macchiettismo ad effetto, per seguire Gaetano Sbodio cui per anni avrebbe unito il proprio nome in una serie di grandi successi dopo aver effettuato un rodaggio in provincia e un esordio milanese avvenuto il 14 maggio 1891: tra i successi si possono menzionare L'eredità del Felis del commediografo e librettista Luigi Illica, El nost Milan del commediografo e critico teatrale Carlo Bertolazzi.
Carnaghi affrontò le difficoltà in cui spesso si trovava il teatro milanese, si separò e si riunì numerose volte con lo Sbodio, e afflitto da non buone condizioni di salute, morì in povertà, lasciando tuttavia di sé il ricordo di un attore estroso (particolarmente fortunato il personaggio del Carlin creato da Corrado Colombo) e di un divertente autore (Scene, dialoghi e monologhi, raccolti in un volume nel 1884).

## Opere
- Scene, dialoghi e monologhi, 1884:
  - El zio Angiolin;
  - La zia Giromina;
  - La piazza Castel;
  - Il Bagolone;
  - Padiglione Assabese;
  - Al giardin pubblich;
  - Impressioni d'un festival;
  - In sagrestia;
  - Artisti da caffè chantant.